# Shaoguan

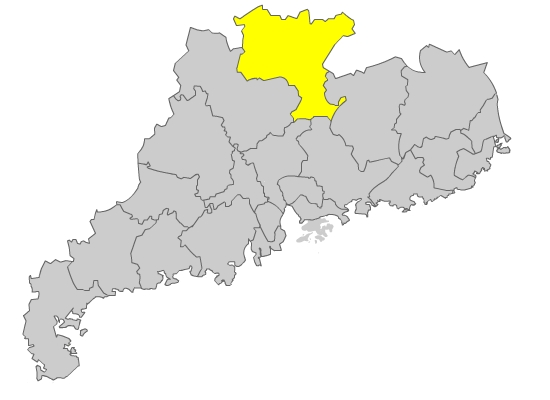
Lage der Stadt Shaoguan in der Provinz Guangdong

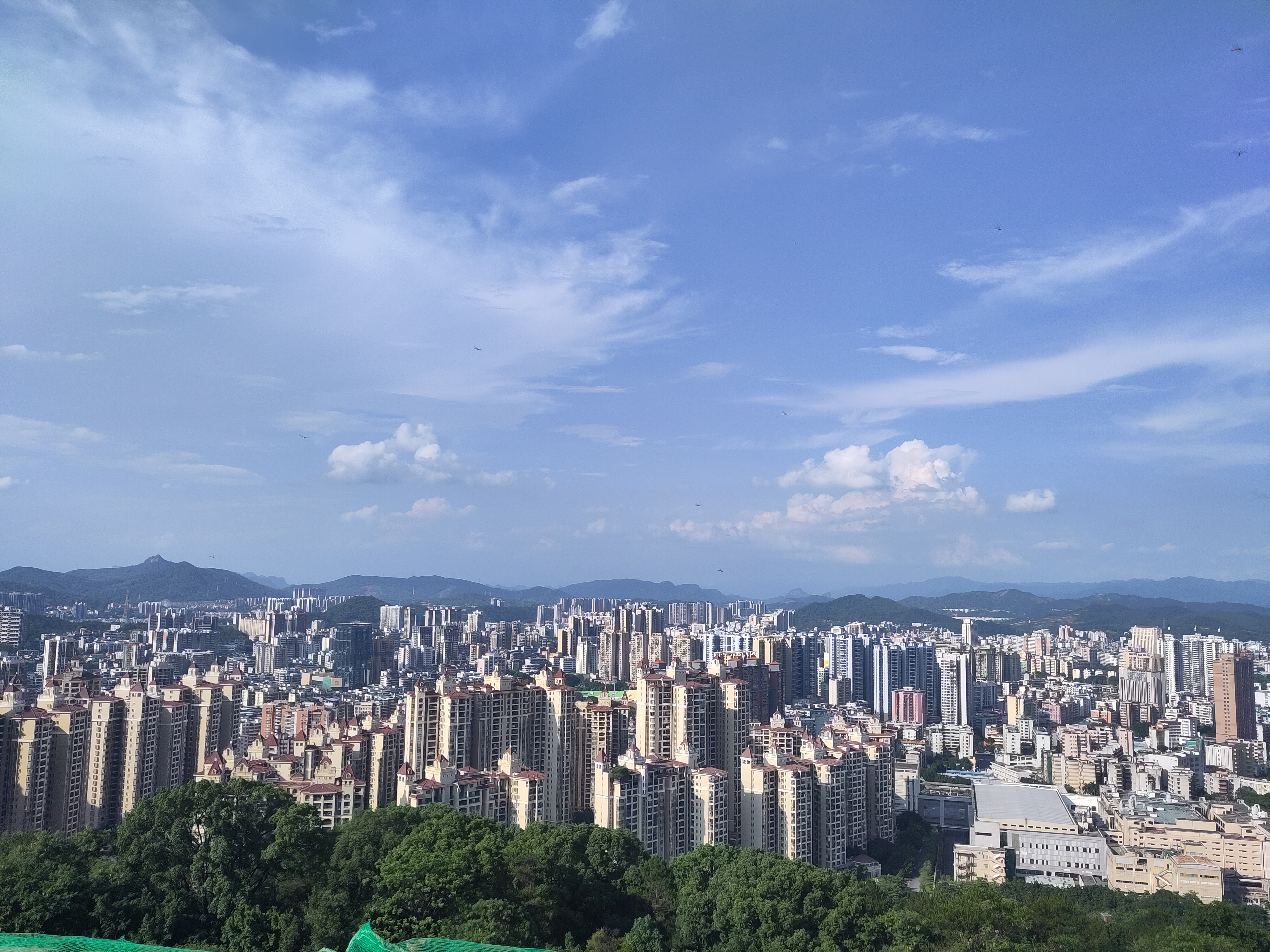
Skyline Shaoguan gesehen vom Furong Tempel am 26.05.2023

Shaoguan (chinesisch 韶关市, Pinyin Sháoguān Shì) ist eine bezirksfreie Stadt im Norden der chinesischen Provinz Guangdong.
Das Verwaltungsgebiet von Shaoguan hat eine Fläche von 18.413 km² und 2.855.131 Einwohner (Stand: Zensus 2020).

## Administrative Gliederung

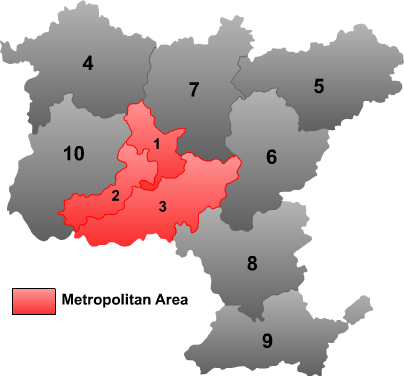
Administrative Gliederung der bezirksfreien Stadt Shaoguan

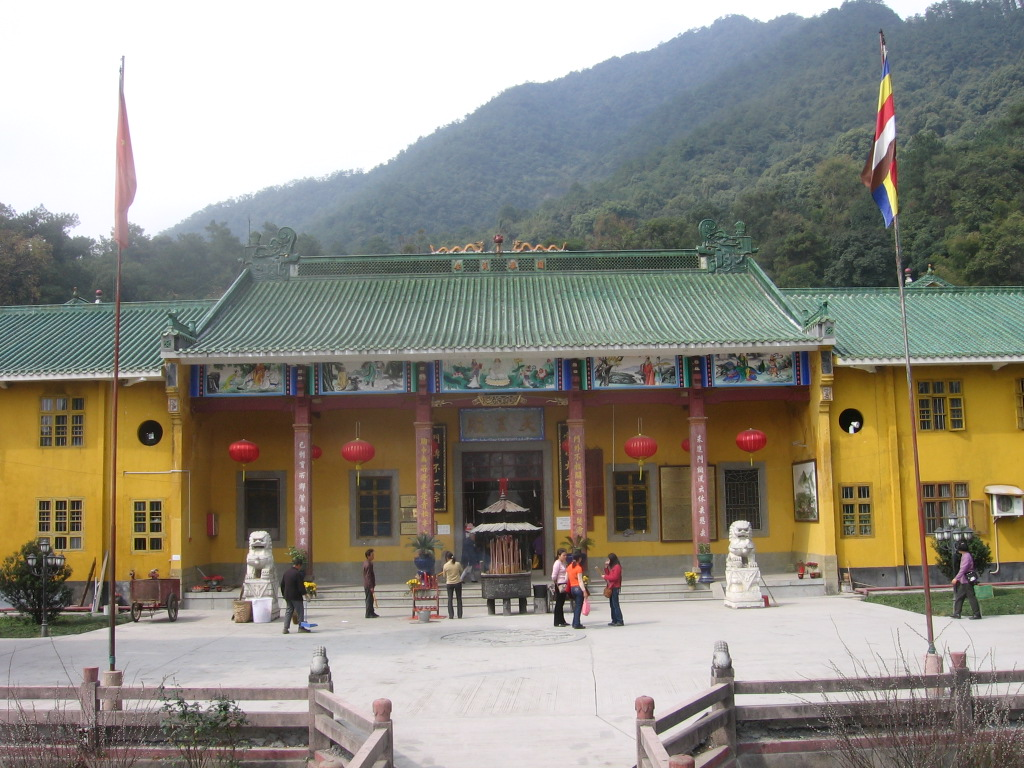
Yunmen-Tempel bei Shaoguan

Auf Kreisebene setzt sich Shaoguan aus drei Stadtbezirken, zwei kreisfreien Städten, vier Kreisen und einem Autonomen Kreis zusammen. Diese sind (Stand: Zensus 2020):
- (1) Stadtbezirk Zhenjiang (浈江区), 572,1 km², 364.319 Einwohner, Zentrum, Sitz der Stadtregierung;
- (2) Stadtbezirk Wujiang (武江区), 677,8 km², 373.686 Einwohner;
- (3) Stadtbezirk Qujiang (曲江区), 1.621 km², 290.455 Einwohner;
- (4) Stadt Lechang (乐昌市), 2.419 km², 383.498 Einwohner;
- (5) Stadt Nanxiong (南雄市), 2.326 km², 353.916 Einwohner;
- (6) Kreis Shixing (始兴县), 2.132 km², 198.060 Einwohner, Hauptort: Großgemeinde Taiping (太平镇);
- (7) Kreis Renhua (仁化县), 2.223 km², 186.009 Einwohner, Hauptort: Großgemeinde Renhua (仁化镇);
- (8) Kreis Wengyuan (翁源县), 2.175 km², 322.482 Einwohner, Hauptort: Großgemeinde Longxian (龙仙镇);
- (9) Kreis Xinfeng (新丰县), 1.967 km², 195.430 Einwohner, Hauptort: Straßenviertel Fengcheng (丰城街道);
- (10) Autonomer Kreis Ruyuan der Yao (乳源瑶族自治县), 2.299 km², 187.276 Einwohner, Hauptort: Großgemeinde Rucheng (乳城镇).

## Wirtschaft, Tourismus
In den letzten Jahren entwickelte sich Shaoguan von einer reinen Industriestadt zu einer Touristenstadt. Im Januar 2002 wurde Shaoguan vom Staatsamt der Volksrepublik China zu einer der ausgezeichneten Touristenstädte des Landes erklärt.
In einem Stahlwerk der Stadt kamen im Februar 2018 8 Arbeiter wegen eines Gaslecks zu Tode.